# Ceromya femorata
Ceromya femorata är en tvåvingeart som beskrevs av Louis-Paul Mesnil 1954. Ceromya femorata ingår i släktet Ceromya och familjen parasitflugor. Inga underarter finns listade i Catalogue of Life.